# 회복된 세계
《회복된 세계: 메테르니히, 캐슬레이와 1812~1822년간 평화의 문제》는 학자이자 전 미국 국무장관 헨리 키신저의 책이다.
1957년에 출판된 이 책은 1954년 키신저의 하버드 대학교 박사 학위 논문으로 작성되었다.

## 요약
1815년 나폴레옹 전쟁이 끝난 후 빈 회의와 함께 시작되어 1820년대까지 확장된 의회의 복잡한 사슬에 대해 설명한다. 이 시스템은 지난 사반세기의 폭력적인 투쟁 이후 유럽에 평화와 새로운 질서를 줄 것으로 기대되었다.
이 책은 또한 독자들에게 당시의 중요한 두 인물의 정치 전기를 소개한다. 주인공은 오스트리아 총리 클레멘스 폰 메테르니히다. 제국의 정치가인 메테르니히는 프랑스의 동맹이 되어야 하는 동안 나폴레옹에 대항하여 동맹을 조직하는 작업을 처리해야 했다. 나폴레옹이 패배한 후 메테르니히는 오스트리아 제국의 생존과 발전을 추구하는 의회 시스템의 조직자가 되었다.
18세기 로코코 양식 인물로 자신의 시대에도 구식이지만 최고의 외교 능력을 지닌 것으로 묘사된 메테르니히는 복원된 군주제 원칙과 유럽 군주 간의 연대를 바탕으로 유럽의 평화를 추구했다. 1789년 프랑스 혁명과 나폴레옹의 침략과 유럽 대부분의 지배는 결코 제거될 수 없는 새로운 자유주의적 혁명 사상을 심어주었다.
한편, 민족주의는 전 세계적으로 확산되고 있었다. 오스트리아 제국은 여러 민족과 언어가 공존하는 복잡한 정치적 실체로 생존을 위협했다. 메테르니히는 프랑스에 대항하는 동맹을 이끌고 온건한 평화를 받아들이기를 완전히 꺼리는 나폴레옹을 축출할 만큼만 압박하고, 러시아의 힘에 대항하는 균형추로서 복원된 부르봉 왕조 아래 강력한 프랑스를 보존할 것으로 예상했다.
1812년부터 메테르니히가 나폴레옹의 러시아 침공 당시 프랑스와의 강제 동맹에서 카를 필리프 추 슈바르첸베르크 공 휘하의 오스트리아 군단이 참전한 오스트리아를 유럽 질서로 이끄는 길에서 중용이 원칙이었다. 1813년 봄 캠페인, 그리고 나서 1813년과 1814년에 프랑스를 패배시킨 반프랑스 동맹의 주역이 되었다. 그 과정에서 메테르니히는 국가들 사이에 확립된 질서만이 연약한 오스트리아의 생존을 허용할 수 있다는 것을 알았기 때문에 상대방과의 조약을 파기하는 것을 피했다.
메테르니히는 매우 능숙하여 뒤따르는 많은 유럽 회의에서 모든 통치자의 신임을 얻었다. 그의 견해에 따르면 군주들 사이의 연대는 유럽 전역에서 자유주의 혁명과 다양한 국가적 격변의 위험을 억제할 것이다.
또 다른 위대한 인물은 영국 외무장관 캐슬레이 자작이다. 메테르니히의 야망과 논리, 조직화된 유럽질서의 필요성을 이해한 유일한 영국 정치인으로서 그는 영국의 이익을 위해 유럽대륙의 정치에 너무 가담했다는 이유로 영국에서 강한 비판을 받았다. 빈 회의 이후, 그는 더 이상 유럽 회의에 참석하는 것이 금지되었다. 그는 나중에 1822년 관련 없는 이유로 자살했다.
그때부터 영국은 섬나라의 불가항력과 평화가 나폴레옹의 패배의 단순한 결과라는 믿음에 근거한 화려한 고립의 긴 기간을 시작했다. 대륙 강대국인 오스트리아의 현실은 달랐다. 언제든지 또 다른 나폴레옹이 등장할 수 있었고, 위험이 발생하기 전에 예방하기 위해서는 원칙에 따라 보수적인 군주들의 강력한 유럽 연합이 필요했다.
의회 시스템은 불과 몇 년 동안만 작동했지만, 그 기반이 된 개념과 원칙은 몇 번의 작은 중단으로 역사상 가장 긴 평화 기간을 허용했다. 평화가 너무 길어서 평화에 대한 믿음과 전쟁의 잊혀진 결과가 군비 경쟁으로 끝나고 1914년에 훨씬 더 큰 재앙이 뒤따랐다.